# 상주 북장사 영산회괘불탱
상주 북장사 영산회괘불탱(尙州 北長寺 靈山會掛佛幀)은 대한민국 경상북도 상주시 내서면, 북장사에 있는 탱화이다. 1998년 6월 29일 대한민국의 보물 제1278호로 지정되었다.

## 개요
괘불이란 절에서 큰 법회나 의식을 행하기 위해 법당 앞 뜰에 걸어놓고 예배를 드리는 대형 불교그림이다.이 그림은 괘불에서 많이 그려지는 영산회상도로 석가가 설법하는 장면을 나타낸 것이다.
숙종 14년(1688) 승려 화가인 학능 등이 그린 이 괘불은 길이 13.2m, 폭 8.07m이다. 전해오는 전설에 의하면 어느날 당나라 승려가 찾아와 괘불을 그리겠다고 하면서 3일 동안 출입을 금하라고 했다. 한 승려가 궁금해서 엿보니 파랑새가 입에 붓을 물고 그림을 그리는 것이었다. 엿본 것을 알게 된 파랑새는 사라지고 가까이 가서 그림을 살펴보니 어깨부분이 미완성이었다고 한다.
본존불인 석가불이 중앙에 서 있고 여러 보살 등이 석가를 에워싼 형태인데, 석가의 얼굴표정은 약간 딱딱해 보이지만 둥근 얼굴과 조화로운 이목구비, 둥그런 어깨선의 균형잡힌 신체에서 전반적으로 부드럽고 원만한 느낌을 준다. 주로 홍색과 녹색을 사용하였고 중간색과 금색무늬는 화면을 경쾌하고 화려하게 해준다.
이 괘불은 치밀하고 정교한 필치로 신체의 표현이 분명하고, 밝고 선명한 색채로 나타낸 다양한 꽃무늬가 돋보이는 17세기 후반의 뛰어난 작품이다. 또한 신체 각부의 표현이 조화를 이루며, 채색을 밝고 선명하게 하여 괘불의 비교 자료로도 가치가 있다.

## 참고 자료
- 상주 북장사 영산회괘불탱 - 국가유산청 국가유산포털